# Nouveaux réalistes

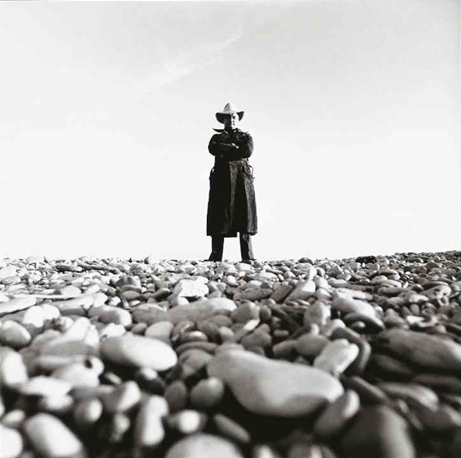
Arman, photo de Lothar Wolleh.

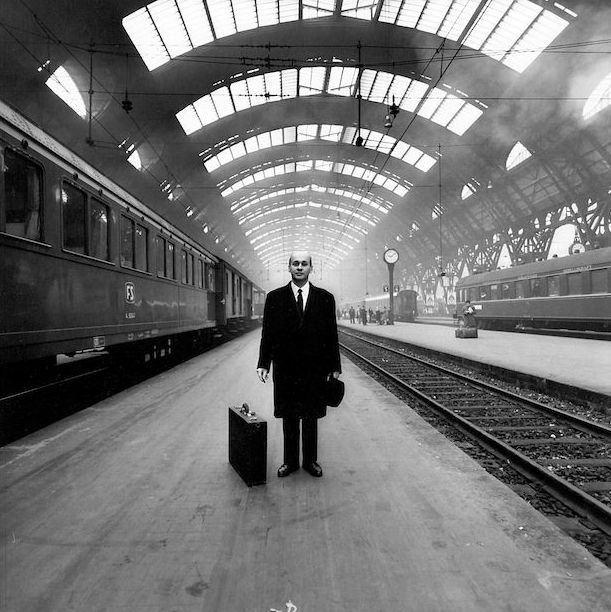
Villeglé, photo de Lothar Wolleh.

Le groupe de peintres des nouveaux réalistes est fondé en 1960 par le peintre Yves Klein et le critique d'art Pierre Restany à l'occasion de la première exposition collective d'un groupe d'artistes français et suisses à la galerie Apollinaire de Milan. Contemporains du pop art américain, dont il est souvent présenté comme la version française, les nouveaux réalistes incarnent, avec Fluxus, l'une des nombreuses tendances de l'avant-garde dans les années 1960. Il est dissous en 1966.
Une Déclaration constitutive du Nouveau Réalisme, qui proclamera « Nouveau Réalisme nouvelles approches perceptives du réel », sera signée par Arman, François Dufrêne, Raymond Hains, Martial Raysse, Daniel Spoerri, Jean Tinguely, Jacques Villeglé, Pierre Restany (qui a rédigé le manifeste) et Yves Klein dans l'atelier de ce dernier le 27 octobre 1960. 
Ils prennent position pour un retour à la réalité, en opposition avec le lyrisme de la peinture abstraite de cette époque mais sans tomber dans le piège de la figuration, connotée (au choix) petite-bourgeoise ou stalinienne, et préconisent l'utilisation d'objets prélevés dans la réalité de leur temps, à l'image des ready-made de Marcel Duchamp. Ces conceptions s'incarnent notamment dans un art de l'assemblage et de l'accumulation d'éléments empruntés à la réalité quotidienne : accumulations d'objets par Arman et Deschamps, affiches de cinéma lacérées par Jacques Villeglé, etc.

## Histoire
Le terme de "Nouveau réalisme" existait dès les années 1940 pour désigner les branches les plus actives et les plus autonomes, en matière de peinture, du Réalisme socialiste, la française et l'italienne, marquées par les combats de la Résistance, avec une série de peintres qui souhaitent décrire la réalité sociale ouvrière et paysanne ou la crise du colonialisme dans les années 1950 et s'inscrivaient aussi en opposition au lyrisme de la peinture abstraite. Ce courant est dominant au Parti communiste français, de 1947 jusqu'en 1953, puis subit les conséquences des luttes de pouvoir au sein du PCF, qui permettent aux proches du secrétaire général Maurice Thorez d'éliminer leurs rivaux, sur les plans artistiques et politiques.
Le terme est utilisé à nouveau en 1960, dans un sens différent, par le critique d'art français Pierre Restany dans la préface du catalogue d'une exposition à Milan regroupant des œuvres d'Arman, de François Dufrêne, de Raymond Hains, d'Yves Klein, de Jean Tinguely et de Jacques Villeglé. Il en avait discuté auparavant avec Klein qui préférait l'expression de réalisme d'aujourd'hui et critiquait l'expression nouveau. 
Six mois plus tard, le 27 octobre 1960, chez Yves Klein, est rédigée la « Déclaration constitutive du Nouveau Réalisme », signée par les artistes de l'exposition milanaise ainsi que par Martial Raysse et Daniel Spoerri. Elle sera suivie l'année suivante d'un second manifeste, rédigé entre le 17 mai et le 10 juin 1961, et intitulé « 40° au-dessus de Dada ». César, Mimmo Rotella, Niki de Saint Phalle et Gérard Deschamps rejoignent alors le mouvement, puis Christo en 1963. Yves Klein cependant s'en dissocie dès 1961 pour se tourner vers le groupe ZERO d'assise européenne plus large, en récusant l'héritage dadaïste revendiqué par Restany dans le second manifeste.  
La première exposition du groupe des nouveaux réalistes a lieu en novembre 1960 au Festival d'avant-garde de Paris. Elle sera suivie d'une autre en mai 1961 à la galerie J., et de juillet à septembre de la même année s'ouvre le Festival du Nouveau Réalisme à Nice, à la galerie Muratore et dans l'abbaye de Roseland. Cette ville, d'où Yves Klein et Arman sont originaires, est le premier centre d'activité du mouvement. Les expositions importantes qui suivent se tiennent à New York en 1962 et à la Biennale de San Marino en 1963, qui marque la dernière exposition collective du groupe.

## Analyse critique
Les artistes reprennent les objets de la société pour en faire des reliques, des symboles puissants de la consommation.
Exemple : Les compressions de César qui mettent en scène des automobiles, le but étant de transformer un objet culte de notre société et d’en faire quelque chose d'autre, à travers ses formes géométriques, l’œuvre sent la conception par l’intermédiaire d’une machine, c’est la disparition de l’habileté manuelle qui était à l’époque un facteur important dans la reconnaissance de la valeur d’un artiste. Ou Home sweet Home d'Arman qui accumule des masques à gaz pour faire référence à la guerre chimique.
On constate également la disparition du matériau noble, les nouveaux réalistes n’utilisent plus de bronze, de pierre, mais de la tôle ou du ciment, des matériaux industriels.
« L’école niçoise veut nous apprendre la beauté du quotidien. Faire du consommateur un producteur d’art. Une fois qu'un être s'est intégré dans cette vision, il est très riche, pour toujours. Ces artistes veulent s'approprier le monde pour vous le donner. À vous de les accueillir ou de les rejeter. »

### L'objet comme matériau
Les accumulations d’Arman, un objet usuel (qui peut être une pièce d'automobile lors de sa collaboration avec la régie Renault), est utilisé en multitude dans un assemblage déterminé par la nature de l'objet. Le mouvement, la couleur, et les effets plastiques font partie de ce « nouveau regard sur l'objet ».
Le matériel n’est pas détourné, il est utilisé pour travailler un mouvement et devient matériau. Une autre manière de transformer un matériel en matériau selon César, c’est sa mousse de polyuréthane, c’est un matériau presque vivant qui échappe au contrôle de l’artiste, la matière se fixe ses propres limites, et l’œuvre devient indépendante du projet plastique.
Gérard Deschamps, lui, assemble des chiffons, des sous-vêtements féminins (ce qui lui vaudra d'être censuré à de nombreuses reprises) ou expose des bâches de signalisation de l'armée américaine, des plaques de blindage, des tôles irisées par la chaleur, des patchworks, des ballons dans des boîtes en plexiglas ou dans des filets, des skateboards, des « pneumostructures » faites de bouées ou de matelas pneumatiques, et des voiles de planches à voiles.
L’œuvre de Daniel Spoerri rend compte de la société de consommation qui mange, il se sert dans les poubelles de ses voisins, de ses congénères. Il s’agit du détournement d’un moment important de la journée, qui est figé et réinvesti dans l’art. La résine est affichée contre le mur comme une toile.
Il a la volonté de fixer le temps d’un moment censé être agréable alors que la société veut de plus en plus nous le marchandiser, et nous presser. Le repas n’est plus le moment convivial qu’il était avant, il devient la nouvelle cible des grosses sociétés de consommation, on se retrouve presque dans une succursale d’une enseigne de la restauration rapide alors que l’on est chez soi. Faire vite, faire simple, peu importe que ce soit vraiment bon. Il faut aller rapidement, se nourrir, manger, boulimiquement, pour se remplir, Spoerri met ici l’accent sur la nécessité d’un retour aux sources, et d’une société de consommation qui influencerait moins de ses codes, et qui submergerait moins de ses produits, la société actuelle.

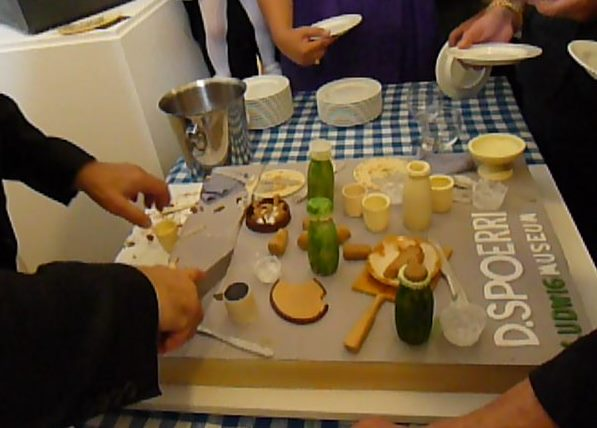
Spoerri Torte

Renvoyant à l'univers de la publicité et de la société de consommation, les affiches, décollées, superposées, lacérées, inspirent Jacques Villeglé, Raymond Hains et François Dufrêne ainsi que Mimmo Rotella, qui suit un itinéraire parallèle mais distinct.

### Les «Actions-spectacles»
Il s'agit de ce que l'on appellera plus tard des « performances » où l'œuvre d'art se construit (ou se détruit) devant le public. L'un des exemples les plus connus sont les anthropométries d'Yves Klein où de jeunes femmes nues, enduites de peinture se roulent sur une toile blanche, créant ainsi la trace visuelle de leurs mouvements. Klein fait de ses performances de véritables spectacles, avec un goût de la mise en scène, qui se déroulent très souvent en musique. Ces empreintes de corps qui finissent sur la toile, dans le contexte d'après-guerre de l'époque, font clairement référence aux violences de la guerre, à des corps gisants, à des restes d'une grande bataille, comme dans La Grande anthropophagie bleue, Hommage à Tennessee Williams de 1960 par exemple. Cette interprétation est d'autant plus plausible à la suite de la violence atomique d'Hiroshima et Nagasaki par exemple. Mais la violence est aussi faite au corps de la femme: ces femmes dénudées se livrent à l'appétit visuel des spectateurs. 
C'est ainsi que derrière l'aspect ludique et plaisant pour les spectateurs de l'époque, se cache un aspect morbide non négligeable.

## Nouveau réalisme et Pop art
Le Nouveau Réalisme a souvent été présenté comme la version française du Pop art américain. En réalité, il serait plus exact d'observer que, de part et d'autre de l'Atlantique, sont apparus à la même époque des travaux qui rompent avec l'abstraction en utilisant des éléments issus de la réalité quotidienne au sein de collages ou d'assemblages, renouant ainsi avec des pratiques issues du mouvement Dada, mais dans des perspectives très différentes. Ces pratiques sont constatées en Europe – France, Italie, Allemagne, Suède – et aux États-Unis – à New York comme sur la côte Ouest – sous des dénominations telles que : néo-dada, art de l'assemblage, junk art, art of the vulgarian, Nouveau réalisme, etc. Elles rassemblent des artistes comme :
- Arman, César, Öyvind Fahlström, Raymond Hains, Mimmo Rotella, Daniel Spoerri, Jean Tinguely, Gérard Deschamps en Europe.
- John Chamberlain, Bruce Conner, Jim Dine, Robert Indiana, Jasper Johns, Robert Rauschenberg, Robert Watt en Amérique.

Si certains de ces artistes américains – notamment Jasper Johns ou Robert Rauschenberg – sont également rattachés au Pop art, il apparaît néanmoins abusif d'en déduire une assimilation du Pop art et du Nouveau réalisme. Exemple : changer la couleur d'une image (déjà réalisé par les nouveaux réalistes). 

## Opposition
Le Nouveau Réalisme s'oppose notamment au mouvement de la Figuration narrative de Bernard Rancillac, Henri Cueco ou Jacques Monory, développé à la même époque en France et ayant lui aussi des rapports avec le Pop Art américain. La Figuration narrative s'attachait davantage à écrire une « histoire » du quotidien, avec parfois un certain engagement politique. On le rapproche également du Pop Art puisque les artistes le composant s'inspiraient beaucoup des images publicitaires se multipliant à cette époque du début de la société de consommation en France.

## Membres du groupe
- Lors du premier manifeste en octobre 1960
  - Yves Klein
  - Arman
  - François Dufrêne
  - Raymond Hains
  - Jean Tinguely
  - Jacques Villeglé
  - Martial Raysse
  - Daniel Spoerri

- Lors du second manifeste 40° au-dessus de dada en juin 1961
  - César
  - Mimmo Rotella
  - Niki de Saint Phalle
  - Gérard Deschamps

- En 1963
  - Christo et Jeanne-Claude